# Otto Liška
Otto Liška (* 28. září 1954 Děčín-Staré Město) je český divadelní herec, dudák, stavitel dud a příležitostný divadelní režisér.

## Život
Vystudoval Střední průmyslovou školu keramickou v Bechyni a poté pražskou DAMU.
Jeho manželkou byla Marta Hrachovinová, herečka, recitátorka a divadelní pedagožka. Jejich dcery Tereza Lišková a Karolína Lišková jsou také herečky – otec s oběma v současnosti působí v Městském divadle v Mostě, přičemž Tereza je loutkoherečka na jeho scéně – v Divadle rozmanitostí. V létě 2008 se oženil podruhé.
V 80. letech se se svou první manželkou podílel na vedení literárně dramatického souboru Recitační studio Šrámkova domu. S manželkou se také objevil v televizní inscenaci Betlémská hvězda (1991).
Jako dudák byl členem PRDUSu (PRažské DUdácké Sdružení), v současnosti vystupuje s oběma dcerami v Krušnohorské dudácké muzice, kterou spoluzakládal v roce 2005.
V divadle má na kontě řadu rolí (exceloval např. jako fanatický inkvizitor Boblig v inscenaci Kladivo na čarodějnice). Za nejlepší mužský herecký výkon roku 2005 v Městském divadle v Mostě obdržel cenu diváků (za hlavní roli Řeka Zorby ve stejnojmenném muzikálu).
V roce 2009 si zahrál ve středometrážním filmu Hořký sníh řeckého scenáristy, režiséra a producenta Georgie Agathonikiadise.